# 洛吉爾谷區政府
洛吉爾谷區政府（英語：Lockyer Valley Region）是澳大利亞昆士蘭州成立於2008年3月的一個地方政府，轄境有2,273平方公里，區議會座落於圖翁巴與伊普斯威奇之中，統轄著昔時的「加頓」與「雷德禮」2郡。根據2006年的人口調查，居民有31,138人。

## 議會
洛吉爾谷區議會有議席8座，年度預算有3,500萬澳幣。